# Giro di Campania 1988
Il Giro di Campania 1988, cinquantaseiesima edizione della corsa, si svolse il 9 marzo 1988 su un percorso di 226 km. La vittoria fu appannaggio dell'italiano Adriano Baffi, che completò il percorso in 6h41'12", precedendo i connazionali Angelo Canzonieri e Maurizio Fondriest.

## Ordine d'arrivo (Top 10)
| Pos. | Corridore          | Squadra               | Tempo    |
| ---- | ------------------ | --------------------- | -------- |
| 1    | Adriano Baffi      | Gis Gelati-Ecoflam    | 6h41'12" |
| 2    | Angelo Canzonieri  | Pepsi Cola-FNT-Fanini | s.t.     |
| 3    | Maurizio Fondriest | Alfa Lum-Legnano      | s.t.     |
| 4    | Micol Gianelli     | Alba Cucine-Benotto   | s.t.     |
| 5    | Rolf Sørensen      | Ariostea-Gres         | s.t.     |
| 6    | Camillo Passera    | Alfa Lum-Legnano      | s.t.     |
| 7    | Marco Saligari     | Ariostea-Gres         | s.t.     |
| 8    | Luca Gelfi         | Del Tongo-Colnago     | s.t.     |
| 9    | Giuseppe Petito    | Gis Gelati-Ecoflam    | s.t.     |
| 10   | Maurizio Vandelli  | Atala-Ofmega          | s.t.     |